# قيتول
الجيتول أو جدالة أو قيتول أو ڨيتول (القاف تلفظ ‎[ɡ]‏) (باللاتينية: Gaetuli) _«الجيتول» وهي مجموعة كانت منتشرة جنوب البلاد القرطاجية ونوميديا والمور بمحاذاة الصحراء تعيش على الرعي.
واذا تتبعنا اسم هذه المجموعة في أقدم المصادر المعروفة فاننا لانجد له ذكراً بين مجموعة القبائل اللوبية التي هجمت على دلتا النيل في أواخر القرن الثالث عشر قبل الميلاد ودونت في السجلات المصرية في ذلك العهد، ولانجده أيضاً ضمن القبائل التي ذكرها هيرودوتس في القرن الخامس قبل الميلاد.
والمصدر الوحيد الذي أورده لأول مرة على مايبدو هو سترابون (58 ق.م _ 25م) الجغرافي اللاتيني _ المعروف واذا صح هذا فان الأمر مهم في ضبط زمن ظهور قبائل الجيتول بشمال افريقيا الذي يمكن تحديده _ بناء على هذه المعلومة في الفترة مابين عهد هيرودوتس وعهد سترابون. وعندما نقل هذا الأسم إلى الكتابات العربية من الوثائق الاغريقية واللاتينية كتب مرة بصورة قريبة من اللفظ الأجنبي: جيتول (الإغريق كثيراً مايلحقون حرف السين بالكلمات المنقولة إلى لغتهم) وكتب مرة أخرى بصورة عربية صرفة: جدالة وكان بعض الباحثين والمترجمين يجمع بين الصورتين وباتت الغلبة الآن بالصورة العربية. والجدير في هذا الموضوع هو أن الكعاك جمع بين اللفظ الأجنبي (جيتول) وبين اسم قبيلة بربرية كما في قوله: «الجيوتوليون أي الذين سماهم العرب فيما بعد جدالة..» وهي شئ مهم اذ فيه توجيه الانظار إلى أصل التسمية لم يقصده الكعاك والمعروف أن البكري وابن خلدون تعرضاً إلى ذكر قبيلة جدالة وصاحب (الحلل الموشية) أعطى تفاصيل أكثر عن هذه القبيلة، فهي فرع من صنهاجة تقطن الصحراء وأن صنهاجة قبيلة حميرية خرجت من اليمن في عهد مبكر قبل الإسلام واتجهت نحو المغرب واستوطنت الصحاري التي تقع جنوبه وأنّ جدالة لم تخرج منها الا عند قيامها بدور في الاطوار الأولى لانبعاث الدولة المرابطية.
رغم أهمية ما قاله الكعاك فانه وغيره لم تخطر على بالهم فكرة الربط بين الكلمتين: جيتول، جدالة للنظر في أصل التسمية الأجنبية وما يمكن أن يكون قد شابها من تحريف في الكتابة والنطق، ومن الواضح أنّ (جيتول) محرّفة عن (جدالة) وهو تحريف لم يبعدها عن أصلها بدليل ان الكثيرين قد اهتدوا إلى ذلك بدون قصد وباتوا يكتبونها (جدالة) بدون أن يتفطنوا انهم أرجعوها إلى أصلها.
ومما يؤكد هذا وجود قبائل بربرية تحمل هذا الأسم وكذلك في العرب حيث نجد قبيلة «جديلة» من طي القحطانية وقبيلة (جديلة) من أسد العدنانية، يضاف إلى هذا ان تخصص الجيتوليين أي جدالة في الرعي ففيه مايدل هو الآخر على نسبهم الشرقي
كانوا اسم روماني لقبائل بربرية قديمة سكنت قيتوليا. غطت المنطقة الأخيرة المنطقة الصحراوية الكبيرة جنوب جبال الأطلس المتاخمة للصحراء الكبرى. وثائق أخرى تضع قيتوليا في فترة ما قبل الرومان على طول سواحل البحر الأبيض المتوسط من ما هو الآن الجزائر وتونس، وشمال الأطلس. ويعتقد أن زناتة (قبيلة) هم من نسل القيتول.[بحاجة لمصدر]
قال عنهم سترابون المؤرخ اليوناني انهم أكثر شعوب شمال أفريقيا عددا، أسلوب حياتهم كان يعتمد على الرعي ووصف خيولهم وأبقارهم بأنها كثيرة العدد، كما أنهم ألفوا الأنتقال نحو الشمال عبر العصور عندما تحل مواسم الرعي في بلاد التل.
موطنهم جيتوليا كانت تقع جنوب الممتلكات القرطاجية ومملكة نوميديا الأمازيغية وشرق بلاد المور او موريطنية (المغرب الأقصى حاليا)، شعب أمازيغي اخر سكن شمال افريقيا، فهي تمتد جنوبا حتى تحادي أطراف الصحراء من الشمال فبهذا الموقع بلاد «الجيتول» تقع وسط بلاد البربر (الجزائر حاليا).[بحاجة لمصدر]
نجد أول ذكر لها كان عن طريق المؤرخ اللاتيني سالوست في القرن الأول قبل الميلاد.[بحاجة لمصدر]
شارك الجيتوليون إلى جانب الملك النوميدي يوغرطة عام 107 قبل الميلاد في ثورته ضد إمبراطورية روما الأستعمارية.[بحاجة لمصدر]
عن العلاقة بين الجيتوليين القدماء وشعوب المغرب الكبير (شمال أفريقيا) الحاليين، يرى الفرنسي إيميل فيليكس جوتييه المتخصص في تاريخ وجغرافية المغرب وكذالك المؤرخ «غابرييل كامبس» ان زناتة (قبيلة) التي تسكن المغرب الأوسط هم أحفاد الجيتوليين القدماء، وحسب الكاتب والباحث الجزائري رشيد بليل فأن زناتة (قبيلة) هم جزء من الجيتوليين فهم ليسوا وحدهم أحفاد الشعب «الجيتولي» الذي سكن المغرب الأوسط مملكة نوميديا.[بحاجة لمصدر]
بينما «إرنست ميرسييه» يرى ان زناتة (قبيلة) وصنهاجة معا هما الجيتوليين وحتى غومارة، هوارة ومصمودة يمكن أعتبارهم جوتيليون.[بحاجة لمصدر]

## منطقة

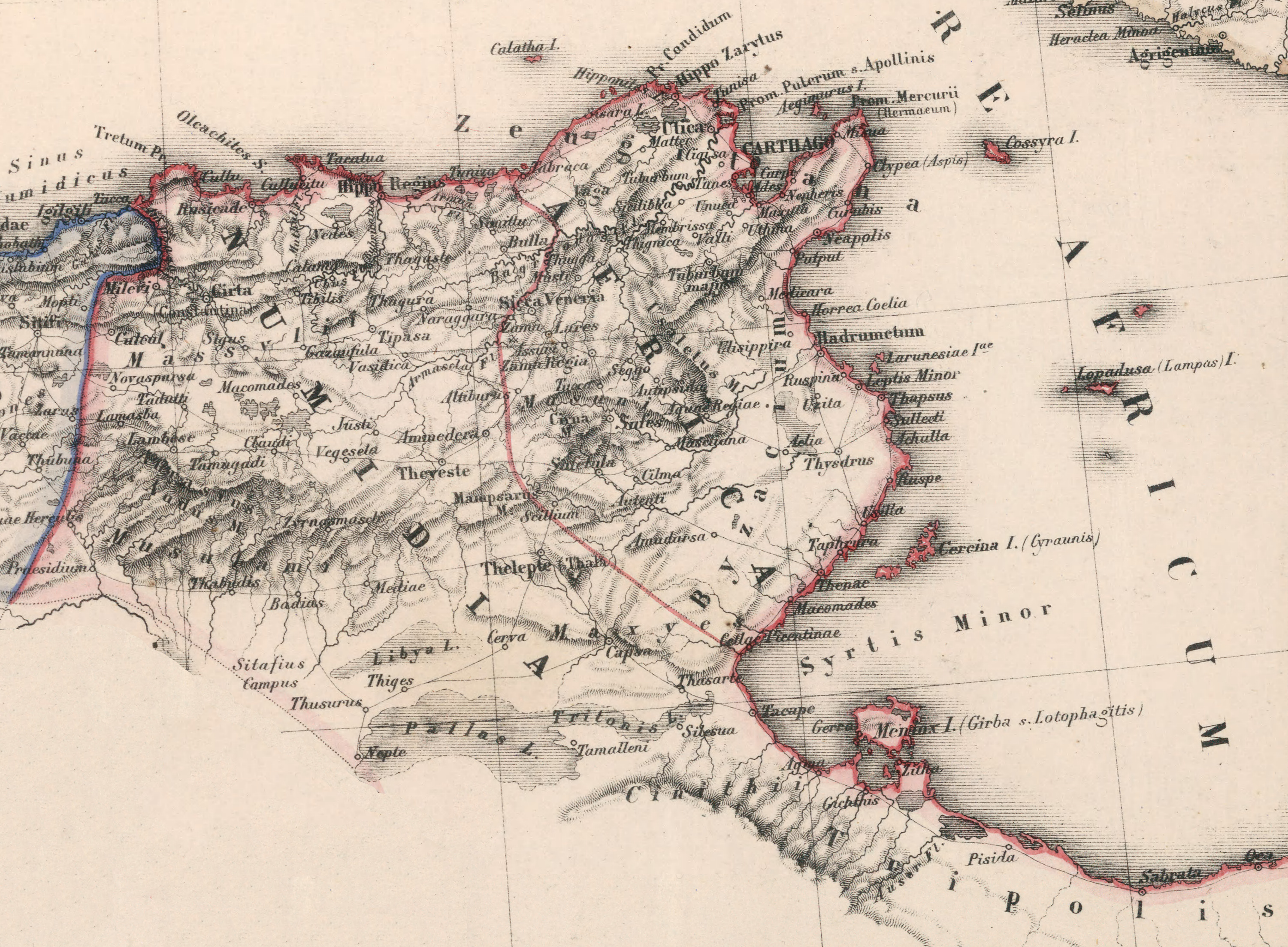
خريطة رومانية قديمة تحدد موقع ڨيتول (Atlas Antiquus (1869

كان ڨيتوليا الاسم الذي أعطي لمقاطعة قديمة في نوميديا، والذي استخدم من طرف الكتاب الرومانيين شملت القبائل البربرية الرحل من المنحدرات الجنوبية لجبال الأوراس وجبل راشد، والواحات في الأجزاء الشمالية من الصحراء الكبرى. وكان شعب «الڨيتول» من بين أقدم السكان في شمال غرب أفريقيا المسجلة في الكتابات الكلاسيكية. شغلوا أساسا منطقة الجزائر الحديثة إلى أقصى الشمال وجكتيس في المنطقة الجنوبية الغربية من تونس. يحدهم شعب الڨرمنت من اليمين وهم شعب ليبي تحت الساحل. كانت المنطقة الساحلية في موريتانيا فوقها، وعلى الرغم من أنها تشترك في العديد من الخصائص المماثلة، كانت متميزة عن الشعب الماوري الذي يسكنها. تعرض الڨيتول للظروف الداخلية الأفريقية القاسية بالقرب من الصحراء الكبرى وهذاأنتج محاربين ماهرين صلبين. عرفوا بتربية الخيول، ووفقا لسترابو حازوا على 100,000 مهرا في سنة واحدة. لبسوا الجلود، عاشوا على اللحوم والحليب، الصناعة الوحيدة ارتبط باسمهم هو الدهان الأرجواني الذي أصبحت مشهور من وقت أغسطس، وقد كان مصنوعا من محار مريق الأرجواني الموجودة على الساحل، وعلى ما يبدو السرتي والأطلسي.[بحاجة لمصدر]

## تصورات رومانية

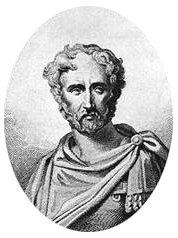
بليني الأكبر

كتابات العديد من التاريخ الروماني القديم، وعلى الأخص سالوست، تصف مختلف القبائل الأصلية في شمال أفريقيا كدولة موحدة، ويشار إليهم جماعيا باسم ليبيين وڨيتولي. يرجع هذا التضليل جزئيًا إلى اللغة والحاجز الثقافي. عندما انطلقت فترة الاستعمار الروماني في شمال أفريقيا، يكتب سالوست أن الڨيتول كان «إغناروم نومينيس روماني،» (إيوغ 80.1)، متجاهل الاسم الروماني. كما يصف سالوست الليبيين والڨيتول بأنه «قوم فظ وغير متحضر» كانوا «لا يحكمهم لا المؤسسات ولا القانون».
تتناقض الحسابات اللاحقة مع هذا الوصف. يدعي بلينيوس الأكبر، أن الڨيتول مختلف أساسًا عن قبائل شمال أفريقيا نوميديين الآخرين، على الرغم من تقاسمهم نفس اللغة. يقر المؤرخون المعاصرون بالانقسامات الثنية الكبيرة بين القبائل البربرية، ووجود الملوك المنفردة، والمجالات السياسية المنفصلة.